# MT-TA
MT-TA是位于线粒体DNA上的一个长69碱基对（bp）的非编码基因，编码线粒体丙氨酸转运RNA（tRNA）MT-tRNAAla。MT-tRNAAla能在线粒体翻译过程中将游离的丙氨酸运输至转录中的线粒体核糖体上。线粒体缬氨酸转运RNA与一般的转运RNA相同，呈现有三个臂的三叶草结构。
MT-TA基因位于人线粒体DNA上5587-5655bp位置，介于同样编码线粒体tRNA的MT-TW与MT-TN基因之间。

## 突变
有案例报告表明，MT-TA基因上的5650G-A突变会造成肌营养不良症。